# College Park-University of Maryland
College Park-University of Maryland è una stazione della metropolitana di Washington, situata sulla linea verde; in orari di punta è servita anche da treni della linea gialla. È anche una stazione del Maryland Area Regional Commuter (linea Camden). Si trova a College Park, in Maryland, nei pressi del campus della University of Maryland.
È stata inaugurata l'11 dicembre 1993, contestualmente all'estensione della linea verde oltre la stazione di Fort Totten.
La stazione è dotata di un parcheggio da 1820 posti; è servita da autobus dei sistemi Metrobus (anch'esso gestito dalla WMATA) e TheBus, e da autobus della Maryland Transit Administration e della Regional Transportation Agency of Central Maryland.